# Croton catamarcensis
Espèce
Croton catamarcensis est une espèce de plantes à fleurs du genre Croton et de la famille des Euphorbiaceae, présente en Argentine (Province de Catamarca, Département d'El Alto).